# Noord-Krimkanaal
Het Noord-Krimkanaal (Oekraïens: Північно-Кримський канал, Russisch: Северо-Крымский канал) is een voedingskanaal in het zuiden van Oekraïne dat van het Kachovka-stuwmeer in het Oekraïense oblast Cherson over de landengte van Perekop loopt en dan door het noorden en oosten van de Krim tot aan de stad Kertsj. Het werd gebouwd tussen 1961 en 1971. Het kanaal vertakt meermaals en dient voornamelijk om irrigatiewater te vervoeren.

## Eigenschappen
De lengte van het hoofdkanaal bedraagt 402,6 km en het maximale debiet van het Kachovka-reservoir is 294 m³/s. Het levert 3,5 miljard kubieke meter water per jaar. Het kanaal voedt 10.761,1 km secundaire kanalen, 22 stuwmeren en 857 vijvers. Een krachtig pompstation bij Djankoi brengt het water uit het kanaal omhoog. In totaal zijn er meer dan 100 pompstations nodig om het irrigatiesysteem draaiende te houden. Het totale areaal dat door het kanaal wordt geïrrigeerd, bedraagt ongeveer 400.000 hectare, terwijl in 1937 slechts 34.500 hectare in de regio werd geïrrigeerd. Het is het grootste en meest complexe irrigatiesysteem in Europa. Het kanaal werkt van maart tot december.
Het kanaal begint bij het stuwmeer van Kachovka, onmiddellijk boven de waterkrachtcentrale van Kachovka aan de Dnjepr, die in 1956 werd voltooid. Hij doorkruist de Isthmus van Perekop en eindigt bij Kertsj, aan de oostkant van het schiereiland de Krim. De laatste paar kilometer, van het dorp Zeleny Yar tot Kerch, stroomt het kanaalwater door stalen buizen met een grote diameter.
Het eerste deel van het kanaal (208,9 km) verloopt gravitair, in andere delen wordt het water door vier pompstations naar boven gepompt: № 1 Dzhankoy (hoogteverschil 9,2 m); № 2 Sovetsky township (hoogteverschil 25,6 m). De laatste twee pompstations № 3 en № 4 bij Zelenyi Yar water pompen het water via een pijpleiding (30 km lang, 900 en 1200 mm in diameter) naar de waterzuiveringsinstallaties van de stad Kerch en aan het reservereservoir Stantsiyne (Kerch).
Het kanaal voorziet in 85% van het drinkwater dat op de Krim wordt verbruikt. Verschillende grote stuwmeren ontvangen water uit de Dnjepr. Het belangrijkste is het Megegornoe-reservoir, met een capaciteit van 50 miljoen kubieke meter, dat de steden Simferopol en Sebastopol bedient. De stuwmeren Feodossinskoye, Leninskoye, Zelenoyarskoye en Kerchenskoye bevoorraden Kerch, Feodosija en Soudak. Het Kerch-reservoir heeft een capaciteit van 24 miljoen kubieke meter. Krachtige pompen brengen het water 53 m omhoog.

## Geopolitiek belang
Na het uiteenvallen van de Sovjet-Unie werd het onderhoud van dit uitgestrekte irrigatiesysteem verwaarloosd en zijn de prestaties ervan achteruitgegaan. De pompen en infrastructuur dateren nog uit de jaren '70 en zijn aan vervanging toe.
Na de annexatie van de Krim door de Russische Federatie in maart 2014, heeft Oekraïne in april 2014 de Krim volledig afgesneden van haar vitale watervoorziening. Vóór de annexatie werd het schiereiland voor 85 procent gevoed door water uit het kanaal. De redenen van Oekraïne zijn complex (onder meer verdragsschendingen en achterstallige betalingen) maar vloeien uiteindelijk voort uit de Russische inval. In april 2017 voltooide Oekraïne een nieuwe dam waardoor de Krim volledig werd afgesneden van het Oekraïense watersysteem. De landbouw op de Krim, die sterk afhankelijk is van de watertoevoer uit de Dnjepr, kampt sindsdien met watertekorten.
In de eerste dagen van de invasie van Oekraïne in 2022 bliezen Russische soldaten de in 2014 door Oekraïne gebouwde dam op. Bijkomend werd de Kachovkadam begin juni 2023, aan de inlaat van het kanaal, verwoest door een explosie.